# Amazone zu Pferde (Kiß)

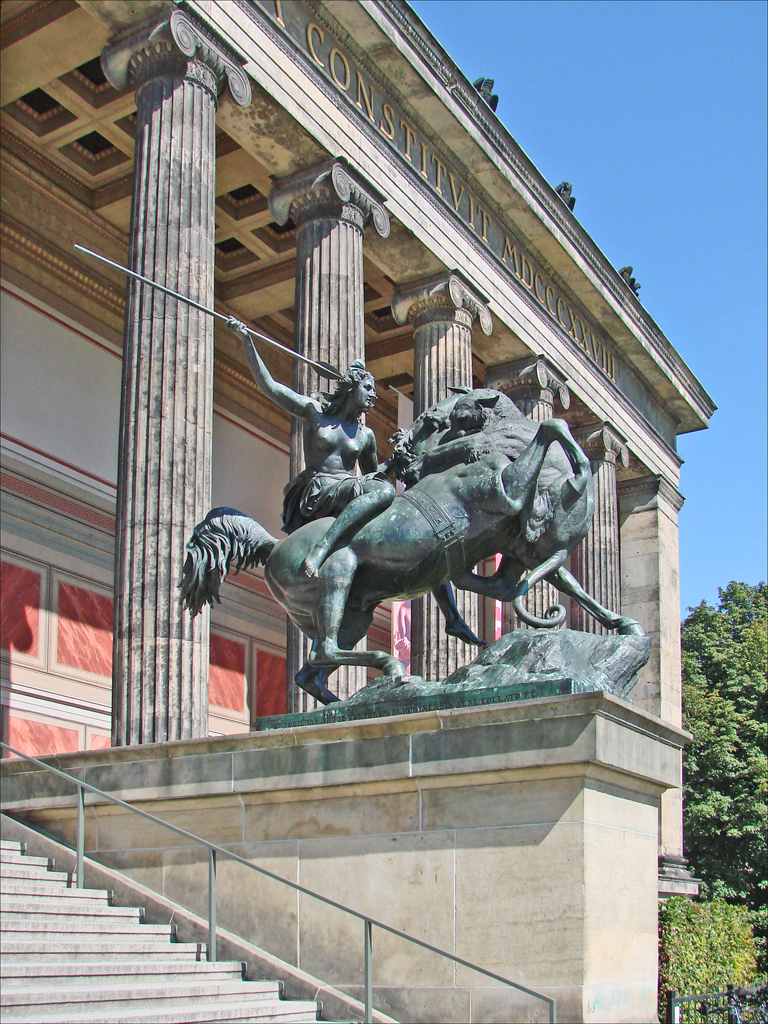
Amazone zu Pferde rechts vor dem Alten Museum

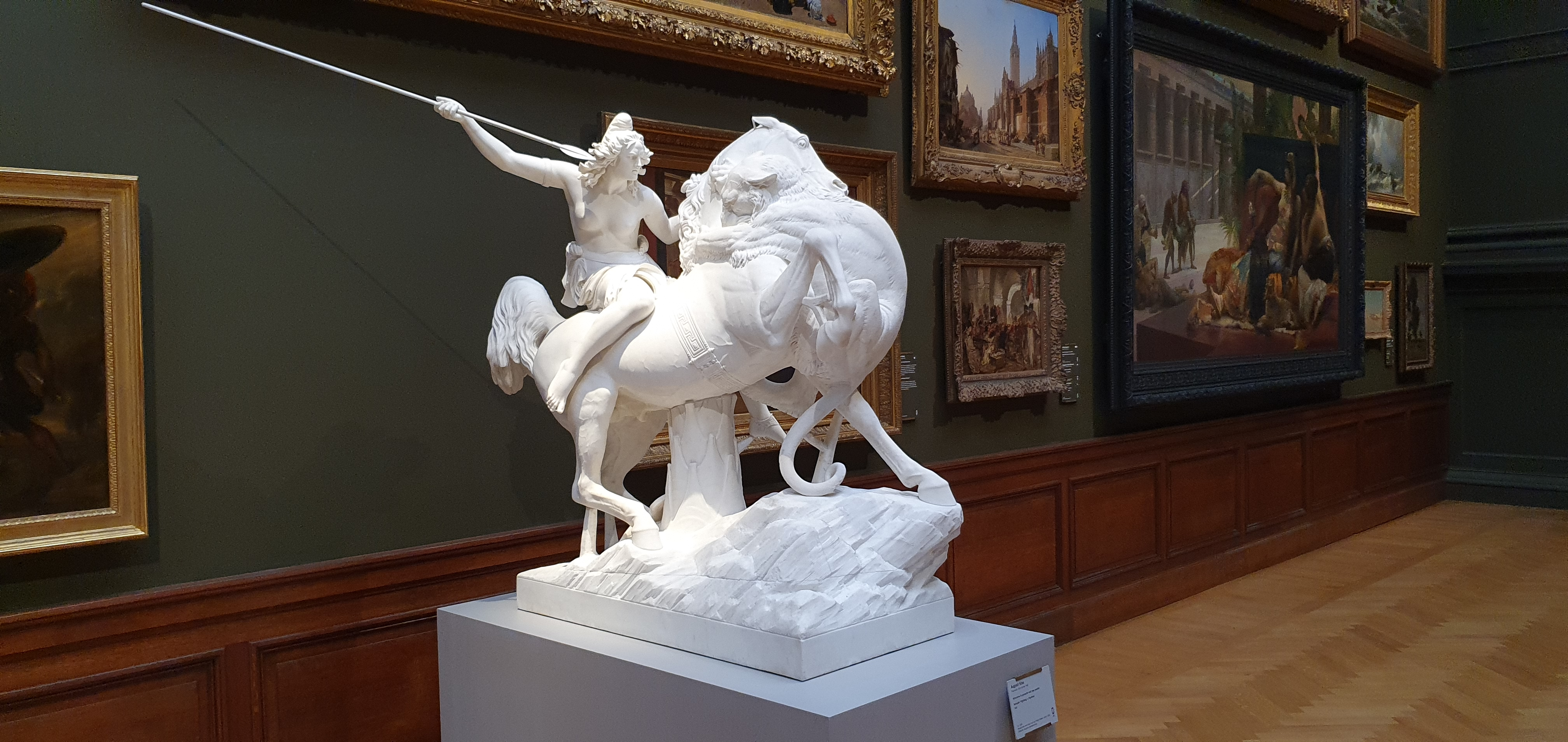
Marmorkopie im Königlichen Museum der Schönen Künste

Die Amazone zu Pferde ist eine Bronzeplastik auf der östlichen Treppenwange des Alten Museums im Berliner Ortsteil Mitte. Sie wurde 1837 bis 1841 von August Kiß im Stil des Realismus geschaffen und gehört zu den Meisterwerken der Berliner Bildhauerschule.

## Beschreibung
Die 3,70 Meter hohe Figurengruppe aus der Bronzegießerei Christoph Heinrich Fischer stellt eine Amazone zu Pferde dar, die sich mit einer Lanze gegen einen angreifenden Panther wehrt. Sie bildet das Gegenstück zum Löwenkämpfer zu Pferde von Albert Wolff auf der westlichen Treppenwange des Alten Museums. Außerdem korrespondierte sie mit den Rossebändigern von Peter Clodt von Jürgensburg auf der Gartenterrasse des Berliner Schlosses. Eine 1929 in deutsch-amerikanischer Zusammenarbeit hergestellte Kopie der Amazone zu Pferde befindet sich auf der östlichen Treppenwange des Philadelphia Museum of Art.
Kiß stellte 1865 eine Kopie aus Marmor her. Diese steht im Königlichen Museum der Schönen Künste in Antwerpen.